# Парламентские выборы во Франции (1988)
Внеочередные парламентские выборы 1988 года во Франции состоялись 5 и 12 июня после того, как Франсуа Миттеран распустил Национальное собрание. На них было избрано девятое Национальное собрание Пятой республики.

## Контекст выборов и их последствия
5 мая 1988 года в ходе президентских выборов Франсуа Миттеран был переизбран президентом Франции на второй срок. Премьер-министр Жак Ширак (Объединение в поддержку республики, RPR), бывший соперником Миттерана на выборах, подал в отставку. Лозунгом компании Миттерана, в ходе которой образовался альянс между социалистами и правоцентристами, была «Объединённая Франция». Миттерану предлагали вместо роспуска парламента назначить премьер-министром Валери Жискар д’Эстена или Симона Вейля, представителей правоцентристского Союза за французскую демократию (UDF). Однако, опросы общественного мнения показывали подъём левых настроений в стране и Миттеран назначил премьер-министром социалиста Мишеля Рокара и распустил парламент.
В результате назначенных парламентских выборов социалистическая партия получила лишь относительное большинство. Четыре представителя Союза за французскую демократию вошли в правительство социалистов. Их, однако, поддержало лишь меньшинство этой правоцентристской партии, которое выделилось из UDF в «Союз центра». Таким образом, правительство опиралось на Президентское большинство, которое кроме социалистов включало либо Союз центра, либо коммунистов в зависимости от обсуждаемого законопроекта.

## Результаты

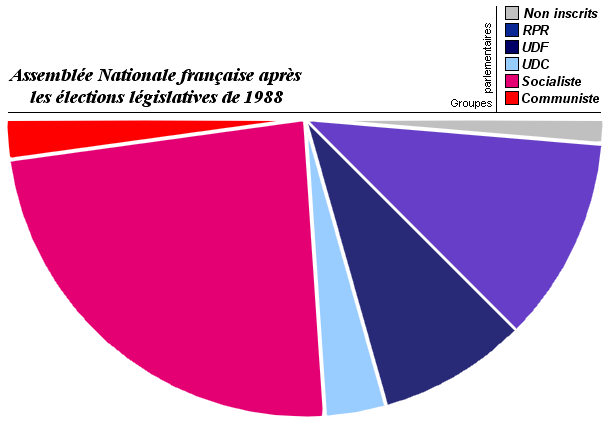
Распределение голосов по партиям.

| Партии и коалиции                              | Партии и коалиции                                                     | Сокр. | Голоса (тур 1) | % (тур 1) | Места (тур 2) |
| ---------------------------------------------- | --------------------------------------------------------------------- | ----- | -------------- | --------- | ------------- |
|                                                | Социалистическая партия (Parti socialiste)                            | PS    | 8 493 602      | 34,8      | 260           |
|                                                | Коммунистическая партия (Parti communiste français)                   | PCF   | 2 765 761      | 11,3      | 27            |
|                                                | Прочие левые партии                                                   | DVG   | 403 690        | 1,7       | 7             |
|                                                | Движение левых радикалов (Mouvement des radicaux de gauche)           | MRG   | 272 316        | 1,1       | 9             |
|                                                | Всего «Президентское большинство» (Левые и коммунисты)                |       | 11 935 469     | 48.9      | 303           |
|                                                | Объединение в поддержку республики (Rassemblement pour la République) | RPR   | 4 687 047      | 19.2      | 126           |
|                                                | Союз за французскую демократию (Union pour la démocratie française)   | UDF   | 4 519 459      | 18,5      | 129           |
|                                                | Прочие правые партии                                                  | DVD   | 697 272        | 2,9       | 16            |
|                                                | Всего «Союз Объединения и Центра» (правые)                            |       | 9 903 778      | 40,5      | 271           |
|                                                | Национальный фронт (Front national)                                   | FN    | 2 359 528      | 9,7       | 1             |
|                                                | Крайне левые                                                          |       | 89 065         | 0.4       | -             |
|                                                | Экологисты                                                            | ECO   | 86 312         | 0,4       | -             |
|                                                | Остальные                                                             |       | 57 943         | 0,2       | -             |
|                                                | Всего                                                                 |       | 24 432 095     | 100       | 575           |
| Не участвовало: 34,3 % (тур 1); 30,1 % (тур 2) |                                                                       |       |                |           |               |